# Врождённая гиперплазия коры надпочечников вследствие недостаточности 3-бета-гидроксистероиддегидрогеназы
Врождённая гиперплазия коры надпочечников (ВГКН) вследствие недостаточности 3 бета-гидроксистероиддегидрогеназы - одно из группы заболеваний, связанных с недостаточной функцией ферментов стероидогенеза и объединяемых под названием «врождённые гиперплазии коры надпочечников». Вызывается мутациями гена HSD3B2, кодирующего 3β-гидроксистероиддегидрогеназу II типа. Это крайне редкий вид гиперплазии, он встречается всего у 1% пациентов с ВГКН.
Тяжесть проявлений расстройства сильно разнится. Мутация снижает производство всех трёх групп стероидов, вырабатываемых надпочечниками: минералокортикоидов, глюкокортикоидов, половых гормонов. Низкий уровень минералокортикоидов ведет к солепотере различной степени тяжести как у мужчин, так и у женщин. У лиц мужского пола также отмечаются гениталии смешанного типа. Впервые заболевание было описано у младенцев мужского пола со смешанными гениталиями и сильной солепотерей, однако оно также встречается и у девочек, и в более взрослом возрасте (так называемая поздняя форма расстройства).

## Иллюстрация

Схема стероидогенеза. Первая вертикальная зелёная плашка слева символизирует ферментативную активность 3β-гидроксистероиддегидрогеназы. Нарушение функции фермента нарушает каскад преобразования одних гормонов в другие и приводит к избытку гормонов-предшественников: прегненолона, 17-гидроксипрегненолона, и ДГЭА.